# Дубровка (Республика Алтай)
Дубро́вка — посёлок в Майминском муниципальном районе Республики Алтай Российской Федерации, входит в состав Майминского сельского поселения.

## География
Посёлок расположен на берегу реки Катунь, на расстоянии 11 км к юго-западу от села Майма, административного центра района.

## Население
| 2008 | 2009 | 2010 | 2011 | 2012 | 2013 | 2014 |
| ---- | ---- | ---- | ---- | ---- | ---- | ---- |
| 391  | ↘323 | ↗400 | ↗401 | ↗408 | ↗419 | ↗434 |
| 2015 | 2016 |      |      |      |      |      |
| ↗441 | ↗467 |      |      |      |      |      |

## Улицы
| - пер. Горный, - пер. Катунский, - пер. Лесной, - пер. Подгорный, - пер. Хуторский, | - ул. Набережная, - ул. Садовая, - ул. Сафронова, - ул. Сиреневая, - ул. Сибирская, | - ул. Трактовая, - ул. Центральная, - ул. Чуйская, - ул. Школьная. |